# Rosa Catrileo Arias
Rosa Catrileo Arias (Temuco, 23 de setembre de 1981) és una advocada i política maputxe, especialitzada en la protecció dels drets civils i lingüístics del poble maputxe. El 2021 va ser escollida membre de la Convenció Constitucional xilena en representació del poble maputxe, en un dels set escons reservats a aquest poble originari.

## Biografia
Catrileo va néixer el 23 de setembre de 1981 a la localitat de Temuco, situada a la regió de l'Araucania, en el bressol d'una família maputxe. El seu pare era professor que ensenyava a comunitats rurals maputxes i ella va créixer en un ambient totalment maputxe. En una entrevista del 2021, va explicar que assistir a un institut on era una de les poques estudiants maputxes va tenir un impacte important en el desenvolupament de la seva identitat: «Hi havia nens que no eren maputxes, professors que no eren maputxes. La meva família per part de la meva mare tampoc no és maputxe, així que llavors un es comença a adonar que el primer cognom, que és Catrileo, té una marca, una diferència. Allà amb els meus germans vam començar a adonar-nos d'aquesta pertinença a un poble diferent, a una cultura diferent...».
Durant l'etapa d'estudis superiors va obtenir la llicenciatura de Dret i un diploma en la disciplina dels drets humans a la Universitat Catòlica de Temuco (UCT). A més, va cursar un màster en Dret per la Universitat de Xile. Inicialment va afirmar que aspirava a ser professora d'Història, però va optar per entrar en el camp jurídic per a defensar el benestar del poble maputxe.

## Convenció Constitucional
El 2021 va ser elegida per a un dels escons reservats al poble maputxe a la Convenció Constitucional xilena. Catrileo va ser elegida amb el 4,78% dels vots emesos per l'electorat maputxe, cosa que la va convertir en una de les set representants maputxes de l'òrgan públic. En ocasions es va pronunciar contra la política de partit, afirmant que es negava a estar sota la «tutela» d'un partit o facció política i que només es comprometia a fer avançar els drets del poble maputxe. Durant les eleccions a la presidència de la Convenció Constitucional, va donar suport a la seva companya activista maputxe Elisa Loncón, que finalment va ser elegida.

### Opinions polítiques
Com a membre de la Convenció Constitucional va impulsar reformes constitucionals que salvaguardessin la cultura indígena, especialment en l'àmbit dels drets lingüístics. Tot i assenyalar que l'ensenyament de la llengua mapudungun no estava formalment prohibida a les escoles, argumentava que la supressió continuada de la llengua, fins i tot a les escoles públiques on la instrucció és mínima, equivalia a «castellanització».
Tot i manifestar-se a favor del principi de plurinacionalitat, va expressar la seva preocupació perquè les propostes actuals per a l'establiment d'un «estat plurinacional» a Xile suposaven merament el reconeixement de les cultures indígenes sense donar un poder real a les seves comunitats. En aquesta línia va criticar els suposats «models plurinacionals» implementats a Bolívia i l'Equador, que considerava que havien tingut pocs beneficis materials per als pobles indígenes. Catrileo va argumentar que: «Si la plurinacionalitat és el simple reconeixement que hi ha pobles indígenes, no ens serveix gaire». També es va declarar partidària de la repatriació de les terres indígenes tradicionals que van ser confiscades per l'Estat xilè. Un altre aspecte criticat va ser com la creació d'un sistema de parcs nacionals a Xile va comportar el desplaçament dels maputxes del seu territori ancestral, afirmant que l'estat xilè «els va treure el que sempre havia estat seu».

## Vida personal
Catrileo va afirmar que no sabia parlar la llengua mapudungun, però sí que la podia entendre ja que va créixer en un entorn familiar en el qual els ancians només usaven aquesta llengua. La seva parella i pare dels seus tres fills, Julio Matrileo, va ser condemnat d'acord amb la llei de seguretat interna de l'Estat, que segons ella, es tractava d'un acte de repressió política.